# Libanon az 1992. évi téli olimpiai játékokon
Libanon a franciaországi Albertville-ben megrendezett 1992. évi téli olimpiai játékok egyik részt vevő nemzete volt. Az országot az olimpián 1 sportágban 4 sportoló képviselte, akik érmet nem szereztek.

## Alpesisí
Férfi
| Versenyző         | Versenyszám            | 1. futam      | 1. futam      | 2. futam | 2. futam | Összesítés | Összesítés |
| Versenyző         | Versenyszám            | Idő           | Hely.         | Idő      | Hely.    | Idő        | Helyezés   |
| ----------------- | ---------------------- | ------------- | ------------- | -------- | -------- | ---------- | ---------- |
| Dáni Abu Naúm     | Műlesiklás             | 1:31,08       | 77.           | 1:32,68  | 62.      | 3:03,76    | 62.        |
| Dáni Abu Naúm     | Óriás-műlesiklás       | 1:37,40       | 104.          | 1:46,99  | 87.      | 3:24,39    | 88.        |
| Rajmon Kejrúz     | Műlesiklás             | nem ért célba | nem ért célba | kiesett  | kiesett  | kiesett    | kiesett    |
| Rajmon Kejrúz     | Óriás-műlesiklás       | kizárták      | kizárták      | kiesett  | kiesett  | kiesett    | kiesett    |
| Zsán Halíl        | Műlesiklás             | 1:17,07       | 69.           | 1:16,06  | 55.      | 2:33,13    | 53.        |
| Zsán Halíl        | Óriás-műlesiklás       | 1:28,07       | 96.           | kizárták | kizárták | kiesett    | kiesett    |
| Eljász Mazsdaláni | Óriás-műlesiklás       | 1:18,32       | 71.           | 1:17,45  | 58.      | 2:35,77    | 57.        |
| Eljász Mazsdaláni | Szuperóriás-műlesiklás |               |               |          |          | 1:22,13    | 58.        |